# Carlo Stefano Anastasio Ciceri
Carlo Stefano Anastasio Ciceri (ur. 26 grudnia 1618 w Mediolanie, zm. 24 czerwca 1694 w Como) – włoski kardynał.

## Życiorys
Urodził się 26 grudnia 1618 roku w Mediolanie, jako syn Vincenza Ciceriego. Studiował na Uniwersytecie Bolońskim, gdzie uzyskał doktorat utroque iure. Następnie był referendarzem Świętej Konsulty i Trybunału Obojga Sygnatur. 22 września 1659 roku został wybrany biskupem Alessandrii, a 5 października przyjął sakrę. W 1680 roku został przeniesiony do diecezji Como. 2 września 1686 roku został kreowany kardynałem prezbiterem i otrzymał kościół tytularny Sant’Agostino. Zmarł 24 czerwca 1694 roku w Como.